# Sint Maartens flagga
Sint Maartens flagga har på vänster sida en vit triangel med Sint Maartens statsvapen. Resterande flaggyta är delad på mitten och den övre halvan är röd och den nedre blå. Färgerna vitt, rött och blått kommer från Nederländernas flagga. Flaggan antogs den 13 juni 1985 och har proportionerna 2:3.